# Ludovic Hurault de Vibraye
 (décembre 2024).
Si vous disposez d'ouvrages ou d'articles de référence ou si vous connaissez des sites web de qualité traitant du thème abordé ici, merci de compléter l'article en donnant les références utiles à sa vérifiabilité et en les liant à la section « Notes et références ».
Pour les articles homonymes, voir Hurault.
Ludovic Marie Michel Hurault de Vibraye (Paris, 8 février 1845 -  Cheverny (Loir-et-Cher), 26 octobre 1929) est un militaire français des XIXe et XXe siècles.

## Origines
Dernier fils du marquis Paul Hurault de Vibraye et de Gabrielle Augustine de Loménie de Brienne, Ludovic est issu de deux familles subsistantes de la noblesse française.

## Biographie
Élève de l'école de Saint-Cyr (promotion d'Oajaca : 1864-1866), Ludovic Hurault de Vibraye est nommé sous-lieutenant le 1er octobre 1866 au 6e régiment de hussards.
Lieutenant « au lendemain » de la chute du Second Empire (19 octobre 1870), il poursuit sa carrière sous la IIIe République : capitaine au 11e régiment de hussards (11 mai 1874), puis chef d'escadrons (7 mars 1885), il est ensuite major au 7e chasseurs. 
Lieutenant-colonel le 11 octobre 1892 au 3e régiment de chasseurs, il en devient colonel le 11 juillet 1895, et va commander le régiment jusqu'en 1905, sa carrière étant ralentie pour des raisons politiques : officier réputé clérical et réactionnaire, il est mis en disponibilité (24 décembre 1904 - 7 décembre 1905).
Général de brigade le 24 décembre 1904, il commande la brigade de cavalerie 7e corps d'armée du 7 février 1905 au 8 février 1907, date à laquelle il est placé dans la section de réserve.
Rappelé à l'activité, il est chargé, du 2 août 1914 au 15 octobre 1915, du commandement supérieur des dépôts de cavalerie de Versailles, de Saint-Germain et de Rambouillet.
Officier de la Légion d'honneur depuis 1900, il finit sa carrière comme commandeur de la Légion d'honneur.

## Ascendance et postérité
Ludovic Marie Michel Hurault de Vibraye était le quatrième fils de Paul (28 juillet 1809 - Paris † 14 juillet 1878 - Paris), 8e marquis de Vibraye (1843), exploitant agricole, conseiller général de Loir-et-Cher, correspondant de l'Académie des Sciences, membre de la Société d'Agriculture de France, etc. et de Gabrielle de Loménie de Brienne (1817-1904).
- Il épousa le 28 mai 1873 à Paris VIIIe, Thérèse Law de Lauriston (1852-1929), dont il eut :
  - Ludovic (1874-1892), marié, dont :
    - Ludovic Régis Henri François (Bordeaux, 20 octobre 1914 - Boulogne-Billancourt, 23 juin 1977), écrivain et acteur français connu sous le nom de François Valorbe ;

  - Louis Marie Gabriel François Régis (3 janvier 1882 - Saint-Cyrien, 1960) (promotion du Tchad 1900-1902, reçu major au concours de 1900), lieutenant de cavalerie démissionnaire, marié avec Georgette de Damas (1886-1977), dont
    - un enfant ;

  - Jeanne (5 novembre 1883 - Blois, 14 juillet 1974), mariée le 6 juillet 1907 à Paris XVIe avec Roger (1881-1963), comte (romain) de Vienne, dont deux enfants ;
  - Jacques (1885-1953), marié avec Jeanne de Rufz de Lavison, dont :
    - Alain Hurault de Vibraye (1912-1940);

  - Marguerite (1888-1913), mariée avec son cousin Edmond Hurault de Vibraye (1875-1936), sans postérité.
  - Antoinette (1894-1993), mariée à Clifford Baseden, dont deux enfants ;
    - Yvonne Baseden (1922-2017), résistante et officier du Special Operations Executive
    - Rex Baseden (1925 - 26 octobre 2000)

## Distinctions
| Commandeur de la Légion d'honneur | Médaille commémorative de la guerre 1870-1871 |

- Légion d'honneur :
  - Chevalier (28 décembre 1888), puis
  - Officier (30 décembre 1901), puis
  - Commandeur de la Légion d'honneur (30 décembre 1906) ;
- Médaille commémorative de la guerre 1870-1871.